# M-1グランプリ2023
『M-1グランプリ2023』（エムワングランプリ2023）は、吉本興業・朝日放送テレビ（ABCテレビ）主催の漫才コンクール「M-1グランプリ」の第19回大会。2023年12月24日に決勝戦が開催され、ABCテレビ・テレビ朝日系列にて生放送された。大会スローガンは「爆笑が、爆発する。」。優勝者は令和ロマン。

## 概要
総エントリー数は再エントリーを含め8540組。今大会から1回戦免除となるシード権の対象が「前年の準決勝進出組」から「前年の準々決勝進出組」に拡大された。
今大会からナイスアマチュア賞に加え、1回戦全日程を通して「小学生以下のメンバーのみで構成された組」の中から印象に残った漫才師たちへの「ナイスキッズ賞」、同じく1回戦全日程を通して方言や伝統衣装を使用したり、名物や名跡をテーマとしたり、日本全国の民俗的特色を活かした漫才で各エリアを盛り上げてくれた漫才師たちへの「ジモトスター賞」が導入されている。
メインポスターのベースは愛知県豊橋市の手筒花火が使用された。

## 大会の流れ

### 予選
エントリー受付は6月26日から8月31日まで。1回戦は8月1日から10月6日にかけて全国各地で開催され、その後は東京、大阪・京都の2地区に分けて、10月16日 - 27日に2回戦、10月29日 - 11月8日に3回戦、11月20日 - 22日に準々決勝が行われた。
長らく予選の審査員を務めていた倉本美津留、前田政二、長谷川朝二の3人は、今大会で審査員から外れることとなった。
エントリーした8540組中、376組が3回戦、123組が準々決勝に進出。ベストアマチュア賞は「ナユタ」、ベストキッズ賞は「ラブリースマイリーベイビー」が受賞。共に準決勝でゲスト出演し、ナユタはオープニングアクトとしてネタを披露した。
準決勝は12月7日に行われ、ワイルドカード枠のダブルヒガシを含む31組が出場した。準決勝初進出はフースーヤ、ぎょうぶ、豪快キャプテン、バッテリィズ、エバース、シシガシラ、ナイチンゲールダンス、きしたかの、鬼としみちゃむ、ダブルヒガシ、華山、ドーナツ・ピーナツ、20世紀、スタミナパンの13組。審査の結果、真空ジェシカが3年連続、さや香が2年連続3回目、カベポスターが2年連続、モグライダーが2年ぶり、令和ロマン、ダンビラムーチョ、くらげ、ヤーレンズ、マユリカが初の決勝戦進出を果たした。

### 敗者復活戦（大会の流れ）
12月24日に開催。ワイルドカード枠を除く準決勝敗退21組に出場資格が与えられ、決勝戦進出の最後の1枠を争った。
会場は昨年までの六本木ヒルズアリーナから、新宿住友ビル・三角広場に変更され、史上初の屋内での開催となった。審査方法も昨年までの視聴者投票から一新され、観客審査「サバイバルラウンド」と芸人審査「ファイナルサバイバルジャッジ」の2ステージ制となった（詳細はM-1グランプリ#敗者復活戦を参照）。
司会は6年連続の陣内智則に加え、西野七瀬が2年ぶりに担当。芸人審査員は柴田英嗣、野田クリスタル、渡辺隆、山内健司、石田明が務めた。
サバイバルラウンドでは、Aブロックは7組目のヘンダーソン、Bブロックは6組目のナイチンゲールダンス、Cブロックは3組目のシシガシラが勝利。また、Bブロックでは4組目のトム・ブラウンが狂気じみたネタを披露し、ネット上で大きな話題となった。ファイナルサバイバルジャッジではシシガシラが4票を獲得し、決勝戦に進出した。

### 決勝戦（大会の流れ）
12月22日にテレビ朝日にて開催。司会は17大会連続の今田耕司と、12大会連続の上戸彩。
審査員は山田邦子、博多大吉、富澤たけし、塙宣之、礼二、松本人志に加え、勇退を発表していた立川志らくの後任として海原ともこが就任。『M-1』史上初めて、複数の女性芸人が審査員を務めることになった。
ファーストラウンドの出番順を決める「笑神籤（えみくじ）」を引き演者を発表する役割には、2023 ワールド・ベースボール・クラシックにて侍ジャパンを優勝に導いた、前監督の栗山英樹（1・3・5・7・9組目）と読売ジャイアンツの岡本和真（2・4・6・8・10組目）が招かれた。笑神籤による抽選の結果、令和ロマン、シシガシラ（敗者復活組）、さや香、カベポスター、マユリカ、ヤーレンズ、真空ジェシカ、ダンビラムーチョ、くらげ、モグライダーの順でネタを披露することになった。
前回と同様、敗者復活組を除く決勝進出コンビ9組の紹介VTRでは「○○（コンビ名）とは―」への2人の返答が表記された。
| コンビ名         | ○○（コンビ名）とは―  |
| ---------------- | -------------------- |
| 令和ロマン       | 他人事。             |
| さや香           | ほぼケンカ           |
| カベポスター     | おだやかで急。       |
| マユリカ         | 鼻につく。           |
| ヤーレンズ       | おしゃべり。         |
| 真空ジェシカ     | 状態異常。           |
| ダンビラムーチョ | 明るく楽しく。       |
| くらげ           | 存在意義。           |
| モグライダー     | どう転ぶかわからない |

審査員7名による採点の結果、さや香が1位通過、ヤーレンズが2位通過、令和ロマンが3位通過で最終決戦に進出。CM中にファーストラウンド上位の組からネタ順を選択し、例年通りファーストラウンド下位から順にネタを披露した。最終投票では、邦子、富澤、ともこがヤーレンズに、大吉、塙、礼二、松本が令和ロマンに投票。4票を獲得した令和ロマンが第19代王者となった。

## 結果

### 決勝戦（結果）
| 金背景   | 1位通過、優勝      |
| 銀背景   | 2位通過            |
| 銅背景   | 3位通過            |
| 赤文字   | 審査員別の最高評点 |
| 青文字   | 審査員別の最低評点 |
| 赤太文字 | 全体の最高評点     |
| 青太文字 | 全体の最低評点     |

- 順位は最終決戦に進出したコンビは票数、それ以外のコンビはファーストラウンドの得点による順序。
- 所属事務所は出場当時。
- 敗者復活組はキャッチコピーが無いため、「（敗者復活組）」とする。
- 順位や得点などをまとめた表は、矢印がついたセルをクリックすると、昇順、降順、元の順の順番で並び替えられる。

| 順位 | コンビ名 所属事務所               | No.  | 結成年 | 決勝戦進出歴  | キャッチコピー           | ファースト | ファースト | 最終決戦 | 最終決戦 |
| 順位 | コンビ名 所属事務所               | No.  | 結成年 | 決勝戦進出歴  | キャッチコピー           | 出番       | 得点       | 出番     | 得票     |
| ---- | --------------------------------- | ---- | ------ | ------------- | ------------------------ | ---------- | ---------- | -------- | -------- |
| 優勝 | 令和ロマン 吉本興業               | 1955 | 2018年 | 初進出        | エキセントリックルーキー | 1番        | 648点      | 1番      | 4票      |
| 2位  | ヤーレンズ ケイダッシュステージ   | 2613 | 2011年 | 初進出        | ノンストップ・ウザ       | 6番        | 656点      | 2番      | 3票      |
| 3位  | さや香 吉本興業                   | 3638 | 2014年 | 2年連続 3回目 | 激情リベンジ             | 3番        | 659点      | 3番      | 0票      |
| 4位  | マユリカ 吉本興業                 | 2617 | 2011年 | 初進出        | ずっとキモダチ           | 5番        | 645点      |          |          |
| 5位  | 真空ジェシカ プロダクション人力舎 | 24   | 2012年 | 3年連続 3回目 | アンコントロールIII      | 7番        | 643点      |          |          |
| 6位  | カベポスター 吉本興業             | 3920 | 2014年 | 2年連続 2回目 | 草食系ロジカルモンスター | 4番        | 635点      |          |          |
| 7位  | モグライダー マセキ芸能社         | 2242 | 2009年 | 2年ぶり 2回目 | メジャーポンコツ         | 10番       | 632点      |          |          |
| 8位  | ダンビラムーチョ 吉本興業         | 2066 | 2011年 | 初進出        | M-POP                    | 8番        | 631点      |          |          |
| 9位  | シシガシラ 吉本興業               | 2055 | 2018年 | 初進出        | （敗者復活組）           | 2番        | 627点      |          |          |
| 10位 | くらげ 吉本興業                   | 2109 | 2018年 | 初進出        | 純情!ワイシャツとアロハ  | 9番        | 620点      |          |          |

| 出番順 | コンビ名         | 得点計 | 邦子 | 大吉 | 富澤 | 塙 | ともこ | 礼二 | 松本 |
| ------ | ---------------- | ------ | ---- | ---- | ---- | -- | ------ | ---- | ---- |
| 1      | 令和ロマン       | 648    | 92   | 91   | 94   | 93 | 94     | 94   | 90   |
| 2      | シシガシラ       | 627    | 87   | 88   | 91   | 90 | 92     | 91   | 88   |
| 3      | さや香           | 659    | 98   | 94   | 95   | 93 | 96     | 94   | 89   |
| 4      | カベポスター     | 635    | 94   | 89   | 88   | 89 | 95     | 92   | 88   |
| 5      | マユリカ         | 645    | 92   | 90   | 96   | 92 | 92     | 92   | 91   |
| 6      | ヤーレンズ       | 656    | 93   | 91   | 97   | 93 | 96     | 93   | 93   |
| 7      | 真空ジェシカ     | 643    | 90   | 95   | 93   | 91 | 91     | 91   | 92   |
| 8      | ダンビラムーチョ | 631    | 93   | 89   | 92   | 91 | 90     | 89   | 87   |
| 9      | くらげ           | 620    | 89   | 87   | 89   | 90 | 89     | 90   | 86   |
| 10     | モグライダー     | 632    | 87   | 89   | 90   | 91 | 93     | 91   | 91   |

| 出番順 | コンビ名   | 得票数 | 邦子 | 大吉 | 富澤 | 塙 | ともこ | 礼二 | 松本 |
| ------ | ---------- | ------ | ---- | ---- | ---- | -- | ------ | ---- | ---- |
| 1      | 令和ロマン | 4      |      | ★    |      | ★  |        | ★    | ★    |
| 2      | ヤーレンズ | 3      | ★    |      | ★    |    | ★      |      |      |
| 3      | さや香     | 0      |      |      |      |    |        |      |      |

備考
- 真空ジェシカが3年連続で決勝進出したことで、プロダクション人力舎が同数であったワタナベエンターテインメントを抜いて非吉本勢で最も決勝戦出場のべ組数が多い事務所となった（7組）。
- M-1史上初めて、準決勝以降（敗者復活戦を含む）に女性芸人が1人も登場しない大会となった。
- 第12回（2018年）以来5年ぶりに、前年度の最終決戦進出コンビ（さや香）が準決勝を通過した。
  - 一方で、第12回（2016年）から7組連続で、前年度の3位コンビが準決勝までに敗退している（敗者復活での決勝進出を含む）。

- 第11回（2015年）のトレンディエンジェル以来、8年ぶりに決勝戦未経験コンビが敗者復活戦を通過した（シシガシラ）。
- 真空ジェシカは全審査員から90点以上の得点を獲得するも、平均点が92点を下回った（91.86点）初のコンビとなった。
- 令和ロマンが第5回（2005年）の笑い飯以来となるトップバッターからの最終決戦進出、さらに第1回（2001年）の中川家以来となるトップバッターからの優勝を成し遂げた。
  - ファーストラウンドで平均92.57点（648 / 700点）を獲得し、トップバッターとしての最高平均点を大幅に更新した。
  - ファーストラウンドのトップバッターにおいて、全審査員から90点以上の得点を獲得したのは大会史上初めてである。
  - 令和ロマンは当時芸歴5年8か月で、優勝時点での最短芸歴を更新した。

- さや香は「ファーストラウンド1位通過からの最終決戦敗退」を2度経験した初のコンビとなった。

### 敗者復活戦（結果）
- コンビ名、所属事務所は出場当時、結成年の太字はラストイヤー、成績表の金背景は決勝戦進出者。
- サバイバルラウンドの太字は各試合の勝者、金背景はファイナルサバイバルジャッジ進出者。

| 結果         | コンビ名             | 所属事務所                     | No.  | 結成年 | 出番  | 芸人審査 |
| ------------ | -------------------- | ------------------------------ | ---- | ------ | ----- | -------- |
| 決勝戦進出   | シシガシラ           | 吉本興業                       | 2055 | 2018年 | C-3番 | 4票      |
| 芸人審査敗退 | ヘンダーソン         | 吉本興業                       | 1019 | 2008年 | A-7番 | 1票      |
| 芸人審査敗退 | ナイチンゲールダンス | 吉本興業                       | 2157 | 2017年 | B-6番 | 0票      |
| 観客審査敗退 | 華山                 | 吉本興業                       | 4532 | 2014年 | A-1番 |          |
| 観客審査敗退 | ぎょうぶ             | 吉本興業                       | 1197 | 2018年 | A-2番 |          |
| 観客審査敗退 | ロングコートダディ   | 吉本興業                       | 4226 | 2009年 | A-3番 |          |
| 観客審査敗退 | ニッポンの社長       | 吉本興業                       | 5911 | 2013年 | A-4番 |          |
| 観客審査敗退 | 20世紀               | 吉本興業                       | 4648 | 2014年 | A-5番 |          |
| 観客審査敗退 | ママタルト           | サンミュージックプロダクション | 1166 | 2016年 | A-6番 |          |
| 観客審査敗退 | 豪快キャプテン       | 吉本興業                       | 1333 | 2019年 | B-1番 |          |
| 観客審査敗退 | 鬼としみちゃむ       | 吉本興業                       | 2620 | 2017年 | B-2番 |          |
| 観客審査敗退 | スタミナパン         | SMA                            | 6148 | 2014年 | B-3番 |          |
| 観客審査敗退 | トム・ブラウン       | ケイダッシュステージ           | 3769 | 2009年 | B-4番 |          |
| 観客審査敗退 | エバース             | 吉本興業                       | 1787 | 2016年 | B-5番 |          |
| 観客審査敗退 | オズワルド           | 吉本興業                       | 1321 | 2014年 | B-7番 |          |
| 観客審査敗退 | ドーナツ・ピーナツ   | 吉本興業                       | 4640 | 2014年 | C-1番 |          |
| 観客審査敗退 | きしたかの           | マセキ芸能社                   | 2246 | 2012年 | C-2番 |          |
| 観客審査敗退 | ダイタク             | 吉本興業                       | 3851 | 2009年 | C-4番 |          |
| 観客審査敗退 | ななまがり           | 吉本興業                       | 2241 | 2008年 | C-5番 |          |
| 観客審査敗退 | バッテリィズ         | 吉本興業                       | 1340 | 2017年 | C-6番 |          |
| 観客審査敗退 | フースーヤ           | 吉本興業                       | 303  | 2016年 | C-7番 |          |

| 試合    | 暫定勝者           | 暫定勝者 | 対戦者             | 対戦者 |
| 試合    | コンビ名           | 得票率   | コンビ名           | 得票率 |
| ------- | ------------------ | -------- | ------------------ | ------ |
| 第1試合 | 華山               | 52%      | ぎょうぶ           | 48%    |
| 第2試合 | 華山               | 13%      | ロングコートダディ | 87%    |
| 第3試合 | ロングコートダディ | 68%      | ニッポンの社長     | 32%    |
| 第4試合 | ロングコートダディ | 62%      | 20世紀             | 38%    |
| 第5試合 | ロングコートダディ | 48%      | ママタルト         | 52%    |
| 第6試合 | ママタルト         | 41%      | ヘンダーソン       | 59%    |

| 試合    | 暫定勝者             | 暫定勝者 | 対戦者               | 対戦者 |
| 試合    | コンビ名             | 得票率   | コンビ名             | 得票率 |
| ------- | -------------------- | -------- | -------------------- | ------ |
| 第1試合 | 豪快キャプテン       | 11%      | 鬼としみちゃむ       | 89%    |
| 第2試合 | 鬼としみちゃむ       | 47%      | スタミナパン         | 53%    |
| 第3試合 | スタミナパン         | 47%      | トム・ブラウン       | 53%    |
| 第4試合 | トム・ブラウン       | 20%      | エバース             | 80%    |
| 第5試合 | エバース             | 33%      | ナイチンゲールダンス | 67%    |
| 第6試合 | ナイチンゲールダンス | 73%      | オズワルド           | 27%    |

| 試合    | 暫定勝者           | 暫定勝者 | 対戦者       | 対戦者 |
| 試合    | コンビ名           | 得票率   | コンビ名     | 得票率 |
| ------- | ------------------ | -------- | ------------ | ------ |
| 第1試合 | ドーナツ・ピーナツ | 70%      | きしたかの   | 30%    |
| 第2試合 | ドーナツ・ピーナツ | 15%      | シシガシラ   | 85%    |
| 第3試合 | シシガシラ         | 72%      | ダイタク     | 28%    |
| 第4試合 | シシガシラ         | 53%      | ななまがり   | 47%    |
| 第5試合 | シシガシラ         | 78%      | バッテリィズ | 22%    |
| 第6試合 | シシガシラ         | 60%      | フースーヤ   | 40%    |

## 社会的反応
PR効果測定ツール「Qlipper」のデータによると、M-1グランプリ2023のニュース記事の総数は過去大会から大きく減少した。特に最終決戦に進出した3組の記事数が過去大会と比べて少なく、優勝者である令和ロマンの記事数はウエストランドの69.4%、錦鯉の77.7%に留まった。松本人志の週刊文春報道が12月26日から芸能ニュースの支配的話題となり、その後も2024年1月1日の能登半島地震、2日の羽田空港における衝突事故が社会的に大きな影響を与えたことで、エンタメに関するニュースが配信されにくくなったことが要因とされる。
| 年   | 記事数 | PV          |
| ---- | ------ | ----------- |
| 2021 | 19,125 | 153,271,604 |
| 2022 | 18,337 | 198,483,880 |
| 2023 | 13,062 | 176,623,012 |

一方で、優勝者の令和ロマンが慶應義塾大学お笑い道場O-keis出身であることや、ベストアマチュア賞を受賞したナユタが早稲田大学お笑い工房LUDO所属の現役大学生であったことから、大学のお笑いサークルへの注目が高まった。

## スタッフ
個別記事のある人物・会社のみ記載し、所属先は省略する。
- 構成：石原健次
- 予選審査員：遠藤敬、大井洋一、里村仁志、下田雄大、堀由史、やまだともカズ
- ナレーション：畑中ふう、アラン・J、Sayoko Kamei、パトリック・ユウ
- ABCテレビ本社 Cサブ
  - P：岸岡孝治
- デジタル：佐々木匡哉
- 営業：竹野康治郎
- 協力：よしもとブロードエンタテインメント、tv asahi create、アイネックス、住友不動産、森ビル、テイクシステムズ、テルミック、共立、tv asahi service、VALSE inc.、テレビ朝日映像、三交社、俳優座劇場、つむら工芸、テレフィット、ハリウッド美容専門学校、イングス、戯音工房
- 映像提供：テレビ西日本、フジテレビ、CONTENTS LEAGUE
- 画像提供：東京スポーツ/アフロ
- プロデューサー：芝聡
- 協力：テレビ朝日
- 制作：朝日放送テレビ、吉本興業

## 関連番組
前回まではZホールディングス（現・LINEヤフー）が運営しているGYAO!でもM-1グランプリの一部コンテンツを配信していたが、同サービスが2023年3月で終了したため、今回からはNTTドコモが運営しているLeminoに変更することになった。
M-1ラジオ〜〇〇のチカラ〜（ABCラジオ、radiko、YouTube）
11月12日 - 12月24日 日曜日 23:30 - 24:00に放送。歴代『M-1』王者がパーソナリティとなり、ゲストを迎えてそれぞれの目線で『M-1』を語る。

キラリと光るマヂカルスターを探せ! 2023（Lemino）
12月1日から順次配信。1回戦の中から厳選された、個性の強いネタを披露した「マヂカルスター」にマヂカルラブリーがコメントする。

超お宝映像で振り返る!M-1衝撃の瞬間SP（ABCテレビ・テレビ朝日系列、TVer）
12月17日 12:55 - 13:55に放送。過去の大会の名場面を振り返る。この番組内で決勝戦と敗者復活戦の審査員発表も行われた。出演者はブラックマヨネーズ、川田裕美。

アマチュアたちのM-1グランプリ（ABCラジオ、radiko、YouTube〈ラジオドラマのみ〉）
12月17日 21:00 - 22:30に放送。アマチュア漫才師の中から、目が見えない男の子と母親の親子コンビ「おちゃのは」をピックアップし、松本若菜、北村有起哉らが出演するラジオドラマと、本人たちに対する東野幸治のインタビューで構成される。

いよいよ開幕 M-1グランプリ2023 〜笑いのサンタは誰のもとへ!?〜（TVer）
12月24日 13:30 - 14:45に生配信。敗者復活戦会場（新宿住友ビル・三角広場）にて敗者復活戦の徹底考察や生リポートなどを行う。出演者はトータルテンボス、山之内すず、武智。

ラジオでウラ実況!M-1グランプリ2023（ABCラジオ、radiko）
12月24日 18:00から放送。決勝戦のサイマル生中継を組み込んだ特別番組。出演者は石田明、哲夫、ユースケ、鷲尾千尋。

M-1グランプリ2023 イブより熱い大反省会（Lemino）
決勝戦終了直後に生配信。決勝戦を終えたばかりのファイナリスト達を迎え、今大会を振り返る。司会は川島明、ゲストは笑い飯、マヂカルラブリー、錦鯉。

M-1打ち上げ by ストロングゼロ（TVer、YouTube、X）
12月25日 0:00（24日深夜24:00）から生配信。決勝戦を終えたファイナリスト達を招いての打ち上げ企画。幹事（司会）は千鳥。

速報!M-1ネクストデイ 王者誕生までの舞台裏（ABCテレビ・テレビ朝日系列、TVer）
12月25日 20:00 - 21:54に生放送。ファイナリストと共に前日の決勝戦を振り返る。司会は今田耕司。

M-1グランプリ2023 アナザーストーリー（ABCテレビ・テレビ朝日系列〈関西ローカル〉、TVer）
2025年1月14日 0:00 - 1:00（13日深夜24:00 - 25:00）に放送。番組内のサブタイトルは「2つの漫才人生、1つの志」。優勝者・令和ロマンと2位・ヤーレンズの密着映像を公開。決勝戦数日後に収録されたインタビュー映像も使用されている。

## 公式関連出版物
- M-1グランプリ2023 完全ガイドブック（ヨシモトブックス / ABCアーク、ASIN B0CN1KWHW3、2023年12月13日）[28]